# Nestor Carbonell
Nestor Carbonell (født 1. december 1967) er en cuba-amerikansk skuespiller bedst kende for sin rolle som Rivera i sitcommen Suddenly Susan, Richard Alpert i Lost, Frank Duque i Cane og Batmanuel i The Tick.
Carbonell har per fjerde sæson, medvirket i over 10 afsnit af Lost. Han var i første omgang ikke ledig til arbejdet på fjerde sæson, på grund af sin deltagelse i Cane, men Writers Guild of America-strejken i 2007 og 2008 forårsagede Canes aflysning. Carlton Cuse, der er show runner på Lost, omtalte resultatet som en udforudset fordel ved strejken, og Carbonell returnerede i rollen som Richard i det John Locke-centriske afsnit "Cabin Fever."
Nestor har været gift med Shannon Kenny siden 3. januar 2001, og parret mødtes i 2000 under arbejdet på Attention Shoppers.

## Filmografi

### Film
| År   | Titel                         | Rolle                 | Noter              |
| ---- | ----------------------------- | --------------------- | ------------------ |
| 2000 | Attention Shoppers            | Enrique Suarez        |                    |
| 2001 | Jack the Dog                  | Jack the Dog          |                    |
| 2002 | The Laramie Project           | Moisés Kaufman        |                    |
| 2003 | Manhood                       | Jack the Dog          |                    |
| 2005 | The Lost City                 | Luis Fellove          |                    |
| 2006 | Smokin' Aces                  | Pasquale Acosta       |                    |
| 2008 | The Dark Knight               | Mayor Anthony Garcia  |                    |
| 2008 | Killer Movie                  | Seaton Brookstone     |                    |
| 2010 | Noah's Ark: The New Beginning | Leeu (voice)          |                    |
| 2012 | For Greater Glory             | Mayor Picazo          |                    |
| 2012 | The Dark Knight Rises         | Mayor Anthony Garcia  |                    |
| 2013 | Dead Drop                     | Santiago              |                    |
| 2016 | Director's Cut                | CSI Perry             |                    |
| 2016 | Imperium                      | Tom Hernandez         |                    |
| 2017 | Crown Heights                 | Bruce Regenstreich    |                    |
| 2022 | Bandit                        | Detective John Snydes |                    |
| TBA  | Medicine Men                  | Silas St. John        | In post-production |
| TBA  | Triggered                     | Pablo Hernandez       | In Pre-Production  |
| TBA  | Clawfoot                      | Role Unknown          | In Production      |

### Tv
| Year      | Titel                           | Rolle                    | Noter                                                   |
| --------- | ------------------------------- | ------------------------ | ------------------------------------------------------- |
| 1989      | As the World Turns              | Alberto Córdova          | Episode: "1.8965"                                       |
| 1991      | Law & Order                     | Stuart Carradine         | Episode: "Out of Control"                               |
| 1992      | Melrose Place                   | Alex                     | Episode: "Lost & Found"                                 |
| 1992      | A Different World               | Malik Velásquez          | 2 episodes                                              |
| 1993      | Reasonable Doubts               | Tomasso López            | Episode: "The Ties That Bind (Part 1)"                  |
| 1994      | Good Advice                     | Marco                    | Episode: "Two Times Twenty"                             |
| 1995      | Muscle                          | Gianni                   | 13 episodes                                             |
| 1996      | Brotherly Love                  | Eduardo                  | Episode: "Remember"                                     |
| 1996      | The John Larroquette Show       | Felicio                  | Episode: "Intern Writer"                                |
| 1996–2000 | Suddenly Susan                  | Luis Rivera              | 93 episodes                                             |
| 1998      | Veronica's Closet               | Tony Tony                | Episode: "Veronica's All Nighter"                       |
| 1998      | Encore! Encore!                 | Marly Morrow             | Episode: "Mr. Joe's Wild Rose"                          |
| 2000      | Resurrection Blvd.              | Peter Terrano            | 6 episodes                                              |
| 2000      | Noriega: God's Favorite         | Major Giroldi            | Television film                                         |
| 2000      | Happily Ever After              | Sir Gooey (voice)        | Episode: "Robinita Hood"                                |
| 2001      | These Old Broads                | Gavin                    | Television film                                         |
| 2001–2002 | The Tick                        | Batmanuel                | 9 episodes                                              |
| 2002      | Static Shock                    | García (voice)           | Episode: "Pop's Girlfriend"                             |
| 2002      | Ally McBeal                     | Miles Josephson          | Episode: "What I'll Never Do for Love Again"            |
| 2002–2007 | Kim Possible                    | Señor Senior Jr. (voice) | 12 episodes                                             |
| 2003      | Queens Supreme                  | Benedetto                | Episode: "Supreme Heat"                                 |
| 2003      | The Division                    | Byron Johnson            | Episode: "Cold Comfort"                                 |
| 2004      | Monk                            | Dalton Padron            | Episode: "Mr. Monk Gets Married"                        |
| 2004      | Scrubs                          | Dr. Ronny Ramírez        | Episode: "My Moment of un-Truth"                        |
| 2004      | Century City                    | Tom Montero              | 9 episodes                                              |
| 2004–2006 | Strong Medicine                 | Jonas Rey                | 14 episodes                                             |
| 2005      | Justice League Unlimited        | El Diablo (voice)        | Episode: "The Once and Future Thing"                    |
| 2005      | House                           | Jeffrey Reilich          | Episode: "Cursed"                                       |
| 2006      | Brandy & Mr. Whiskers           | Tito (voice)             | Episode: "Rain Delay"                                   |
| 2006      | Commander in Chief              | Dr. Kyle Brock           | Episode: "The Elephant in the Room"                     |
| 2006      | Cold Case                       | Mike Valens              | 3 episodes                                              |
| 2006      | Day Break                       | Eddie Reyes              | Episode: "What If He Can Change the Day?"               |
| 2007      | Eloise: The Animated Series     | Diego (voice)            | Episode: "Eloise Goes to Hollywood"                     |
| 2007      | American Dragon: Jake Long      | Cupid (voice)            | Episode: "The Love Cruise"                              |
| 2007      | Andy Barker, P.I.               | Dr. Jeremy Cey           | Episode: "The Big No Sleep"                             |
| 2007      | Cane                            | Frank Duque              | 13 episodes                                             |
| 2007–2010 | Lost                            | Richard Alpert           | 29 episodes                                             |
| 2010–2012 | The Penguins of Madagascar      | Savio (voice)            | 4 episodes                                              |
| 2010      | Psych                           | Declan Rand              | 2 episodes                                              |
| 2011–2012 | Ringer                          | Victor Machado           | 17 episodes                                             |
| 2011–2014 | Wilfred                         | Dr. Arturo Ramos         | 3 episodes                                              |
| 2013–2017 | Bates Motel                     | Sheriff Alex Romero      | 45 episodes                                             |
| 2014      | Person of Interest              | Matthew Reed             | Episode: "Most Likely to..."                            |
| 2014      | The Good Wife                   | Daniel Irwin             | Episode: "The Deep Web"                                 |
| 2014–2015 | State of Affairs                | Raymond Navaro           | 7 episodes                                              |
| 2015      | Jake and the Never Land Pirates | Eagle-Eye (voice)        | 2 episodes                                              |
| 2015      | Ray Donovan                     | Sheldon Blackwood        | Episode: "Handshake Deal"                               |
| 2017–2020 | Elena of Avalor                 | King Raul (voice)        | 3 episodes                                              |
| 2018      | Midnight, Texas                 | Kai Lucero               | 7 episodes                                              |
| 2019–nu   | The Morning Show                | Yanko Flores             | 10 episodes                                             |
| 2019      | Big Hero 6: The Series          | Chief Cruz (voice)       | 9 episodes                                              |
| 2020      | DuckTales                       | Ponce de Leon (voice)    | Episode: "The Forbidden Fountain of the Foreverglades!" |
| 2021      | Shōgun                          | Father Rodrigues         | In Production                                           |

## Fodnoter
1. ↑  Nestor Carbonell på IMDb. Hentet 13. juni 2008
2. ↑  Nestor Carbonells biografi på IMDb. Hentet 13. juni 2008.